# Crixás (ort)
Crixás är en ort i Brasilien.   Den ligger i kommunen Crixás och delstaten Goiás, i den centrala delen av landet, 260 km nordväst om huvudstaden Brasília. Crixás ligger 382 meter över havet och antalet invånare är 11 559.
Terrängen runt Crixás är platt åt nordväst, men åt sydost är den kuperad. Crixás ligger nere i en dal. Runt Crixás är det mycket glesbefolkat, med 3 invånare per kvadratkilometer..
Omgivningarna runt Crixás är huvudsakligen savann.